# Albin Delta
Albin Delta är en segelbåtsmodell som tillverkades av Albin Marin under första halvan av 1980-talet. Det fanns sex kojplatser. 